# Mimino
Mimino (russisk: Мимино, georgisk: მიმინო) er en sovjetisk komediefilm fra 1977 produceret af Mosfilm og Grusija Film og instrueret af Georgij Danelija. Filmens manuskript blev skrevet af Danelija sammen med Revaz Gabriadze og Viktorija Tokareva.
Komediefilmen vandt Den Gyldne Pris ved den 10. International Filmfestival i Moskva. og modtog også USSR's statspris.

## Handling
Den georgiske pilot Valiko Mizandari, kaldet "Mimino" (spillet af Vakhtang Kikabidze) arbejder for et mindre lokalt flyselskab, hvor han flyver helikoptere mellem små landsbyer. Han begynder at drømme om at flyve store internationale passagerfly, da han møder en af hans tidligere venner fra pilotskolen, der er sammen med en flot stewardesse, Larisa, som han gerne vil imponere. Han er overbevist om, at han ikke har en chance hos hende med sin baggrund som lokal pilot. Han beslutter at tage til Moskva for at forfølge sin drøm. På et hotel i Moskva møder han den armenske lastbilchauffør Rubik Khatjikjan (spillet af Frunzik Mkrttjjan), som har fået plads på hotellet i stedet for en anden Khatjikjan (professor), og de to har mange oplevelser i Moskva sammen.
Mimino er en omgængelig og åben person, og han befinder sig ikke altid godt i storbyen og i den store verden, men han bliver alligevel pilot på det supersoniske jetfly Tupolev Tu-144 og flyver over hele verden, herunder San Francisco i USA. Han har dog hjemve, og vender tilbage til sin fødeby, Telavi, i Georgien.
Mimino (georgisk: მიმინო) er det georgiske ord for spurvehøg.

## Medvirkende
- Vakhtang Kikabidze som Mimino
- Frunzik Mkrttjyan som Rubik
- Jelena Proklova som Larisa Ivanovna Komarova
- Jevgenij Leonov som Volokhov
- Kote Daushvili
- Leonid Kuravljov som Professor Khatjikjan
- Vladimir Basov som Rodion Sinitsyn